# 꽃잎조개목
꽃잎조개목(Lucinida, 이전의 Lucinoida)은 해양 이매패류 목의 하나이다.

## 하위 분류
2010년에 출판한 이매패류 분류에서, 비엘레(Bieler)와 카터(Carter) 그리고 코안(Coan)은 주름방사늑조개목을 포함한 이매패류에 대한 새로운 분류법을 제안했다.
- 진이치하강(Archiheterodonta)[2]
  - 꽃잎조개목(Lucinida)[3]
    - 꽃잎조개상과(Lucinoidea)
      - 꽃잎조개과(Lucinidae)

    - Thyasiroidea
      - Thyasiridae